# Marin Čilić
Pour les articles homonymes, voir Marin.
Marin Čilić ([marin tʃilitɕ]), né le 28 septembre 1988 à Međugorje en Yougoslavie, est un joueur de tennis croate, professionnel depuis 2005.
Serveur puissant, il a remporté vingt-et-un titres en simple sur le circuit ATP dont l'US Open en 2014. En remportant ce titre, il atteint la 8e place au classement ATP, et devient le second joueur croate à gagner un tournoi du Grand Chelem après son entraîneur d'alors, Goran Ivanišević.
Il s'est également imposé dans un Masters 1000, à Cincinnati en 2016. Il est l'un des deux seuls joueurs (avec Stanislas Wawrinka) à remporter deux titres majeurs durant la période du Big Four, entre 2011 et 2016. Il est aussi finaliste à Wimbledon en 2017 et à l'Open d'Australie en 2018, battu par Roger Federer.
Il atteint la 3e place mondiale en janvier 2018.

## Carrière

### 2004-2007. Les débuts
Marin Čilić devient joueur professionnel en 2005. Cette année, il participe à son premier tournoi ATP à l'Open de Croatie Umag en tant qu'invité. En août, il remporte un titre Future à Vinkovci. Il gagne également le tournoi de Roland Garros en juniors cette même année.
En 2006, il est invité au tournoi ATP de Zagreb et bat au premier tour le 25e mondial Igor Andreev. Il participe encore à des tournois Future. En février, il remporte le premier tournoi de Zagreb puis s'incline en finale la semaine suivante. En avril, il participe au quart de finale de la Coupe Davis face à l'Argentine mais s'incline en simple face à David Nalbandian et en double avec Ivan Ljubičić. En juillet, il se qualifie pour l'Open de Gstaad et atteint les demi-finales.
En 2007, il se qualifie pour l'Open d'Australie où il s'incline au premier tour face à Ilija Bozoljac. En avril, il remporte le tournoi Challenger de Casablanca puis en mai celui de Rijeka. Il se qualifie ensuite pour le tournoi de Roland-Garros mais s'incline à nouveau au premier tour face à Thierry Ascione. Il atteint les quarts de finale du tournoi du Queen's où il est stoppé par Andy Roddick. En octobre, il se qualifie pour la Coupe du Kremlin où il passe un tour puis à l'Open de Saint-Pétersbourg où il atteint les demi-finales après avoir battu le 4e mondial Nikolay Davydenko. Il entre alors pour la première fois dans le top 100 et termine l'année à la 71e place mondiale.

### 2008. Premier titre ATP
Pour son premier tournoi de la saison, Čilić atteint les demis à Chennai où il perd contre le futur vainqueur Mikhail Youzhny. À l'Open d'Australie, il atteint pour la première fois la deuxième semaine d'un Grand Chelem en atteignant les huitièmes. Lors du tournoi de Wimbledon, il atteint également les huitièmes en ayant battu Paul-Henri Mathieu 16e mondial. Au Masters du Canada il accède en quart, en battant le 6e mondial Andy Roddick (6-4, 4-6, 6-4). Il remporte son premier tournoi du circuit ATP à New Haven en battant en finale Mardy Fish (6-4, 4-6, 6-2). Il termine l'année à la 22e place mondiale et marque la première année où il joue principalement sur le circuit ATP.

### 2009. Quart à l'US Open et entrée dans le top 20
Lors de cette saison, il remporte coup sur coup les tournois de Chennai et de Zagreb, ce qui lui permet pour la première fois de sa carrière d'intégrer le top 20. Il réalise une bonne suite de saison, en atteignant les huitièmes de finale à Roland-Garros où il perd contre Andy Murray et les quarts à l'US Open en battant en 3 sets Andy Murray 2e mondial, mais chutant contre le futur vainqueur, l'Argentin Juan Martín del Potro. Un mois plus tard, il atteint deux finales supplémentaires, à Pékin où il bat en quart Nikolay Davydenko et en demi Rafael Nadal, deux top 10 en 2 sets, et à Vienne, mais qu'il perd respectivement face à Novak Djokovic (6-2, 7-64 et Jürgen Melzer (6-4, 6-3). Il a d'ailleurs atteint la première finale ATP 500 de sa carrière.
Il termine l'année 2009 à la 14e place mondiale.

### 2010. Demi-finale à l'Open d'Australie et entrée dans le top 10
La saison 2010 commence pour lui sur les mêmes bases que 2009, en conservant son titre à Chennai face à Stanislas Wawrinka (7-62, 7-63). À l'Open d'Australie, il élimine Juan Martín del Potro 5e mondial en huitième de finale puis Andy Roddick 7e mondial en quart de finale. Il s’incline face à Andy Murray 4e mondial en 4 sets pour sa première demi-finale en Grand Chelem, mais intègre le top 10 du classement ATP pour la première fois de sa carrière. La semaine suivante, il conserve son titre à Zagreb, ce qui lui permet d'assurer une bonne partie de ses points gagnés en 2009. Ensuite, à l'Open de Munich, il atteint la finale où il perd contre Mikhail Youzhny. Par la suite, il réalise une seconde moitié de saison moyenne en atteignant une seule fois les demi-finales. Il termine l'année 2010 aussi à la 14e place mondiale comme l'année précédente.

### 2011-2012. Difficultés et blessures, résultats mitigés, quart de finale à l'US Open
La saison 2011 commence pour lui différemment des deux années précédentes, avec une défaite d'entrée à Chennai. À l'Open d'Australie, il ne réalise pas la performance de l'année précédente, perdant contre Rafael Nadal en 3 sets secs en huitièmes de finale. Par la même occasion, il perd une bonne partie de ses points en ce début de saison et chute à la 20e place mondiale. À l'Open 13, il se hisse en finale, battant Tomáš Berdych et Mikhail Youzhny tête de série no 2 et 3. Il perd en finale contre la tête de série no 1 Robin Söderling dans un match serré. Il atteint encore la finale du tournoi d'Umag où il s'incline face à Alexandr Dolgopolov. Il atteint encore la finale de l'Open de Chine qu'il perd contre Tomáš Berdych et celle de l'Open de Saint-Pétersbourg qu'il remporte face à Janko Tipsarević, remportant son 6e titre. Il termine l'année 2011 à la 21e place mondiale.
Son début de saison est tronqué par les blessures, et commence seulement à Delray Beach, avec une défaite. Il atteint la première finale de sa saison à Munich et la perd contre le local Philipp Kohlschreiber. Au Queen's, il remporte la finale dans un scénario incroyable. Alors qu'il était mené 7-63, 3-4 face à David Nalbandian, l'Argentin s'est fait disqualifier pour comportement anti-sportif, après avoir donné un coup de pied rageur dans le panneau publicitaire de la chaise d'un juge de ligne et blessant légèrement ce dernier au tibia. Nalbandian écope d'une amende de l'ATP et se voit privé de sa prime de finaliste. Marin Čilić remporte donc le tournoi en simple, le 7e titre ATP en simple de sa carrière. Alors finaliste sortant, Čilić parvient à gagner à Umag. Il atteint les quarts à l'US Open, où il perd contre Andy Murray, le futur vainqueur du tournoi. Il termine l'année 2012 à la 15e place mondiale.

### 2013. Saison décevante, suspension pour dopage, sortie du top 30
La saison 2013 débute bien. À Zagreb, il remporte le titre pour la 3e fois. Il réalise un bon parcours au Masters de Miami en atteignant les quarts avec une victoire sur un top 10. Au Queen's, il atteint la finale en battant Tomáš Berdych mais perd en finale contre Andy Murray dans un match à retournement. Il déclare forfait à la surprise générale avant son deuxième tour au tournoi de Wimbledon. Selon le Croate, après le premier tour, il apprend qu'un contrôle antidopage du mois de mai est positif et qu'il allait donc être suspendu à la fin du tournoi avec ses résultats supprimé ; Étant déjà blessé au genou avant le tournoi et ne voulant pas risquer une blessure plus grave il préfère se retirer. Positif à la nicéthamide, un stimulant cardiovasculaire, après appel, il est suspendu quatre mois et fait son retour à Paris-Bercy en gagnant un match. Il termine l'année 2013 à la 37e place mondiale, dans le top 50 malgré tout.

### 2014. Consécration: victoire en Grand Chelem à l'US Open, 4 titres et intégration du top 10
La saison 2014 commence doucement, puis tambour battant en février avec trois finales disputées en 3 semaines, avec deux titres, le premier à Zagreb en battant Tommy Haas (6-3, 6-4) et le second à Delray Beach en battant Kevin Anderson en finale (7-66, 67-7, 6-4) dans un match assez fermé, et en ayant battu au tour précédent John Isner (7-65, 6-3).
Et avant une finale perdue à Rotterdam, sa 3e dans la catégorie ATP 500, après des victoires sur Jo-Wilfried Tsonga (6-4, 6-4) et Andy Murray (6-3, 6-4) tous deux top 10, mais perdant en 2 sets contre Tomáš Berdych (4-6, 2-6).
En juin il dispute le tournoi de Wimbledon. Il réalise le meilleur parcours dans ce Grand Chelem en atteignant les quarts de finale en battant notamment Tomáš Berdych en 3 sets (7-65, 6-4, 7-66) alors 6e mondial au troisième tour, prenant sa revanche de Rotterdam. En huitième, il affronte et bat plutôt facilement (7-68, 6-4, 6-4) le Français Jérémy Chardy, et dispute son quart contre Novak Djokovic no 1 mondial. Il mène 2 sets à 1 dans un match de grande qualité et de forte intensité avant de s'incliner contre le futur vainqueur du tournoi (1-6, 6-3, 7-64, 2-6, 2-6), fatigué physiquement et nerveusement.
Mais son heure de gloire vient à l'US Open lorsqu'il remporte son premier titre du Grand Chelem, alors tête de série no 14 et 16e mondial. En jouant un excellent tennis pendant deux semaines et dominant largement ses adversaires, prouvant ses qualités et réintégrant le top 10 grâce à cette victoire. Après avoir passé sans encombre les trois premiers tours, son niveau de jeu à partir des huitièmes s'élève encore. Il élimine successivement Gilles Simon en huitième de finale (5-7, 7-63, 6-4, 3-6, 6-3) au bout de 4 h 13 de jeu, ce qui reste comme le match déclencheur dans la quête de son titre, puis le Tchèque Tomáš Berdych alors 7e mondial en quart de finale (6-2, 6-4, 7-64) en 2 h 12 ; et enfin en dominant en demi-finale Roger Federer (6-3, 6-4, 6-4) alors 2e mondial mais fatigué de son précédent match en seulement 1 h 45,. Lors de sa première finale dans cette catégorie, il affronte le Japonais Kei Nishikori, 11e mondial, également débutant à ce stade mais parvient à faire le match parfait en dominant complètement Nishikori au bout de deux heures de jeu (6-3, 6-3, 6-3). En remportant ce titre inattendu, il devient le deuxième joueur croate à remporter un tournoi du Grand Chelem, après son entraîneur d'alors Goran Ivanišević,.
En septembre, il qualifie son équipe dans le groupe mondial lors des barrages de Coupe Davis avec une victoire en double et une en simple. Par la suite, sa fin de saison est plus calme à cause d'une blessure à l'épaule. À la Coupe du Kremlin, il gagne le dernier titre de sa saison en battant en finale Roberto Bautista-Agut (6-4, 6-4), mais se qualifie également pour la première fois aux ATP World Tour Finals, grâce à son titre à l'US Open malgré sa blessure en bras en fin de saison,.
Lors de sa première participation aux ATP World Tour Finals, le tournoi des maîtres, il perd ses 3 matchs de poule face à Novak Djokovic (1-6, 1-6) en 56 minutes, puis Tomáš Berdych (3-6, 1-6) en 1 h 15 et contre Stanislas Wawrinka (3-6, 6-4, 3-6) en 1 h 46 finissant son dernier match de poule et du coup finit dernier de son groupe avec un seul set empoché.
Avec ses résultats et sa constance, il réalise la meilleure saison de sa carrière en terminant 9e mondial et en ayant remporté quatre titres ATP, dont son premier et unique titre du Grand chelem.

### 2015. Blessure et difficulté à revenir au plus haut niveau, demi-finale à l'US Open et sortie du top 10
Le 10 janvier 2015, alors qu'il souffre toujours d'une blessure à l'épaule, il déclare officiellement forfait pour l'Open d'Australie, premier tournoi majeur de la saison. Cette blessure l'empêche de participer au tournoi de Zagreb alors qu'il en est le double tenant du titre, mais aussi à Rotterdam où il avait atteint la finale et à Delray Beach dont il était le tenant du titre. Sa participation pour le premier tour de la Coupe Davis a été incertaine, puis il a dû se résoudre à déclarer forfait quelques jours avant,.
Il revient à la compétition au Masters d'Indian Wells sans repère pour son premier match de la saison, et perd contre l'Argentin Juan Mónaco dès le deuxième tour, alors qu'il avait bénéficié d'un bye pour le premier tour en tant que tête de série. Toujours à cause de son épaule douloureuse, il déclare forfait pour le Masters de Miami, mais reste toujours 10e mondial.
Pour la tournée sur ocre, il réussit sa meilleure performance à Monte-Carlo avec un quart de finale : il bat difficilement au premier tour Florian Mayer, puis avec plus de facilité Jo-Wilfried Tsonga en huitièmes (6-3, 7-65), mais perd sèchement contre le Serbe Novak Djokovic (0-6, 3-6). À Madrid et Rome, il est décevant en perdant respectivement au deuxième et au premier tour.
En mai, Čilić avoue qu'il se verrait bien remporter Wimbledon et avoir son pic de forme à ce moment. Et après plusieurs mois de doutes et de perte de confiance, il revient pour la saison sur herbe à Wimbledon.
Il bat d'abord le qualifié Hiroki Moriya, puis le Lituanien Ričardas Berankis avec beaucoup de difficultés, gagnant seulement dans la cinquième manche (7-5), montrant pour le moment ses limites dans le jeu. Au troisième tour, dans un match disputé sur deux jours interrompu à cause de la pluie, il vainc l'Américain John Isner, tête de série no 17, 7-64, 68-7, 6-4, 64-7, 12-10 en plus de quatre heures de jeu entre gros serveurs. Ce match lui apporte de la confiance pour battre en huitième de finale la surprise du tournoi, un autre Américain Denis Kudla qui lui prend un set (6-4, 4-6, 6-3, 7-5). Ensuite en quart de finale, le Croate affronte Novak Djokovic, no 1 mondial, au même stade que l'année précédente. Sauf que cette fois-ci, il y a beaucoup moins de suspense, Čilić perd le match (4-6, 4-6, 4-6) en moins de deux heures.
En préparation de la défense de son titre à l'US Open, il réalise une tournée américaine plus que moyenne, avec une défaite en demi-finale à Washington face au futur vainqueur Kei Nishikori (6-3, 1-6, 4-6), d'entrée au Canada contre Bernard Tomic et en huitième à Cincinnati contre le Français Richard Gasquet. Pour l'US Open en tant que tête de série numéro 9, il passe ses deux premiers tours plutôt facilement, mais éprouve beaucoup de mal à battre au troisième tour Mikhail Kukushkin (65-7, 7-61, 6-3, 63-7, 6-1) passant de sueurs froides à soulagement. En huitièmes, il bat assez sereinement le Français Jérémy Chardy 27e mondial (6-3, 2-6, 7-62, 6-1), avant d'affronter en quart de finale un autre Français, Jo-Wilfried Tsonga, 18e mondial. Lors de ce match un peu étrange, Čilić mène facilement 6-4, 6-4 en 1 h 30 avant de perdre le fil du match et de laisser Tsonga revenir dans le match et empocher les deux sets suivants (6-3, 7-63). Il parvient finalement à gagner le match avec le gain de l'ultime manche 6-4 après avoir écarté des balles de break en 4 heures de jeu. Il se qualifie pour les demi-finales sans avoir battu le moindre top 15, où il affronte Novak Djokovic, no 1 mondial. C'est un match à sens unique du fait qu'il est gêné par sa cheville endolorie. Il se fait largement dominer (0-6, 1-6, 2-6) en moins d'une heure et demie.
Il remporte le premier titre de sa saison à Moscou. C'est son 2e titre dans la capitale russe. Il s'impose encore une fois contre le même adversaire, Bautista-Agut, sur le même score qu'en 2014 : 6-4, 6-4. C'est le 14e titre de sa carrière. Il boucle ainsi sa saison en finissant l'année à la 13e place mondiale.

### 2016. Premier titre enMasters 1000à Cincinnati, premier ATP 500 à Bâle, finale de Coupe Davis et numéro 6 mondial en fin de saison
En février, au tournoi de Marseille, il se hisse en finale sans battre de gros joueurs. Il bat tout d'abord difficilement Robin Haase en trois manches, puis Andrey Kuznetsov en deux sets et en demi-finale le Français Benoît Paire, (6-2, 63-7, 6-3). Il perd cependant en finale contre l'Australien Nick Kyrgios (2-6, 63-7) qui remporte son premier titre.
Lors du Masters d'Indian Wells, exempté de premier tour, il remporte ses deux premiers matchs en deux sets face au qualifié Ryan Harrison qui l'avait battu à Acapulco et Leonardo Mayer. En huitième, il bat le 10e joueur mondial Richard Gasquet, dans un match serré dans les deux premières manches avant de dérouler (7-5, 5-7, 6-2). Il perd ensuite contre le Belge David Goffin (64-7, 2-6).
Blessé au genou, il doit déclarer forfait pour les Masters 1000 sur terre battue. Il commence sa saison sur terre battue au tournoi de Genève où il atteint la finale après avoir battu le terrien David Ferrer (7-5, 7-5) en demi-finale en près de deux heures. Il s'y incline contre Stanislas Wawrinka (4-6, 611-7). Revenu à la 10e place mondiale pour démarrer Roland-Garros, il perd au premier tour de façon surprenante (64-7, 6-3, 4-6, 2-6) contre le qualifié Marco Trungelliti (166e mondial), concédant sa première défaite d'entrée en Grand Chelem depuis Wimbledon 2011.
Pour la saison sur gazon, il dispute Wimbledon, tournoi qui lui réussit généralement bien. Il bat Brian Baker, Serhiy Stakhovsky en quatre manches, puis Lukáš Lacko assez facilement et bénéficie ensuite de l'abandon du Japonais Kei Nishikori 6e mondial, (6-1, 5-1, ab.) en huitième. En quart de finale, il délivre un énorme combat contre le 3e mondial Roger Federer, où il mène par deux manches à rien (7-64, 6-4) avant de manquer des occasions (plusieurs balles de match loupées) et perdre son jeu petit à petit, se faisant rattraper par le Suisse, jusqu'à perdre les trois dernières manches (3-6, 69-7, 3-6) et donc le match en 3 h 17 de jeu. Quelques jours plus tard, il décide de mettre fin à sa collaboration de trois ans avec son entraîneur Goran Ivanišević peu après avoir contribué à la qualification de son pays en demi-finale de la Coupe Davis.
Il déçoit ensuite à Toronto en perdant d'entrée de tournoi contre son compatriote Ivo Karlović, puis aux Jeux olympiques en perdant en huitième (7-66, 3-6, 4-6) contre le 11e mondial Gaël Monfils, sans avoir réussi à le breaker. Au Masters de Cincinnati, il annonce son nouvel entraîneur en la personne de Jonas Björkman avec qui il commencera à collaborer à partir de l'US Open. Il bat facilement en deux sets Viktor Troicki et Fernando Verdasco, avant de battre le Tchèque 8e mondial, Tomáš Berdych (6-3, 4-6, 6-4) et se qualifier pour les quarts. À ce stade, il affronte le tombeur de Nadal, Borna Ćorić, contre qui il gagne le premier set 6-2 avant de bénéficier de son abandon. Il atteint alors sa première demi-finale dans cette catégorie de tournoi. En demi-finale contre Grigor Dimitrov, dans un match acharné de 2 h 23 se finissant à plus d'une heure du matin, il s'impose au forceps (4-6, 6-3, 7-5) pour disputer le titre contre le 2e mondial, Andy Murray. En finale contre l’Écossais, il bénéficie de la fatigue due à l'enchaînement des matchs de celui-ci, et dans un match d'un bon niveau tennistique, il s'impose (6-4, 7-5) en 1 h 34 et gagne le premier Masters 1000 de sa carrière, qui le lance parfaitement pour Flushing Meadows. Il met un terme à la série de 22 succès consécutifs de Murray, et grâce à ce parcours, réintègre le top 10 à la 9e place mondiale. Présenté comme un potentiel favoris au titre, pour l'US Open, il démarre tranquillement sa semaine mais se fait stopper net en trois manches (4-6, 3-6, 3-6) en 1 h 45 par l'Américain Jack Sock. Enfin pour la demi-finale de Coupe Davis contre la France, il apporte trois points à son équipe : battant Lucas Pouille (6-1, 7-62, la paire Pierre-Hugues Herbert - Nicolas Mahut associé à Ivan Dodig (7-66, 5-7, 7-66, 6-3) et Richard Gasquet (6-3, 6-2, 7-5), qualifiant son équipe pour la finale, une première depuis 2005.
Fin octobre la tournée en salle débute, avec d'abord le tournoi de Bâle, où il parvient en finale sans affronter de tête de série, battant Mikhail Youzhny, Pablo Carreño Busta et Marcel Granollers, avant d'éprouver plus de mal (4-6, 7-5, 6-3) en 2 h 10 contre le qualifié Mischa Zverev. Il vainc finalement en 1 h 37 le 5e mondial Kei Nishikori (6-1, 7-65), remportant le premier ATP 500 de sa carrière. Grâce à ce titre, il retrouve le top 10 et se rapproche de la qualification pour le Masters de Londres. La semaine suivante au Masters de Paris-Bercy, il bat au second tour Ivo Karlović (7-67, 6-2), puis le Belge David Goffin (6-3, 7-69) en écartant des balles de breaks, et cette victoire lui permet de se qualifier pour le Masters de Londres. Mais surtout, il vainc pour la première fois en 15 tentatives Novak Djokovic (6-4, 7-62 : première victoire sur un no 1 mondial) en 1h45 maîtrisant totalement les assauts du Serbe, et cette défaite du numéro un mondial entrouvre la porte à Andy Murray, qui peut désormais lui ravir le trône au classement ATP s'il va jusqu'en finale. Pour Čilić, il s'agit de son meilleur résultat à ce tournoi, et lui permettre d'atteindre une inédite 7e place mondiale. Il perd cependant contre un excellent John Isner (4-6, 3-6) en 1h11 avec au service : 18 aces et plus de 92 % de 1er service, ne confirmant pas sa victoire contre Djokovic. Au Masters de Londres placé dans le Groupe John McEnroe avec le nouveau no 1 mondial Andy Murray, le 3e mondial Stanislas Wawrinka et le 5e Kei Nishikori. Il perd en une heure et demie contre l’Écossais Murray (3-6, 2-6) pour son premier match, puis perd à nouveau malgré un bon match serré (63-7, 63-7) en presque deux heures contre le Suisse Wawrinka. Pour son dernier match de poule et déjà éliminé de la compétition, il affronte le Japonais Nishikori après un le premier set rapidement perdu, il renverse la situation et le bat (3-6, 6-2, 6-3) en 1h53, remportant ainsi son premier match dans cette catégorie. Grâce à cette victoire, il passe devant le Français Gaël Monfils, et atteint son meilleur classement en carrière avec une 6e place mondiale.
Une semaine après pour la finale de Coupe Davis contre l'Argentine (le 25, 26 et 27 novembre), il remporte difficilement et au suspense contre Federico Delbonis (6-3, 7-5, 3-6, 1-6, 6-2) pour le premier match en 3 h 30. Alors à égalité, il remporte avec Ivan Dodig le double contre la paire Juan Martín del Potro et Leonardo Mayer (7-62, 7-64, 6-3) en trois heures et leur permettant de passer en tête 2-1. Il a l'occasion de faire sacrer la Croatie contre del Potro, dans un match idéalement débuté en menant deux manches à rien, il perd pied petit à petit (7-64, 6-2, 5-7, 4-6, 3-6) et permet à l'Argentin de revenir à égalité au bout d'un match marathon à suspense de 4h53 de jeu. Son compatriote Ivo Karlović perd son ultime match et l'empêche de soulever pour la première fois la Coupe Davis.

### 2017. Premier quart à Roland-Garros,2efinale en Grand Chelem à Wimbledon et intégration du top 4
À l'Open d'Australie, il s'impose difficilement en 5 sets au premier tour face à Jerzy Janowicz (4-6, 4-6, 6-2, 6-2, 6-3). Puis au tour suivant, il s'incline en 4 sets face à Daniel Evans (6-3, 5-7, 3-6, 3-6).
Au Masters 1000 d'Indian Wells, il perd d'entrée face au 136e mondial et joueur invité Taylor Fritz. Il s'incline également d'entrée deux semaines plus tard au Masters de Miami face à Jérémy Chardy, 77e joueur mondial, en trois manches (4-6, 6-2, 3-6).
Sur la terre battue européenne, au Masters de Monte-Carlo il arrive en quart de finale en prenant sa revanche sur Chardy (6-3, 6-0), puis Tomáš Berdych (6-2, 7-6), avant d'être battu (2-6, 7-65, 2-6) par la tête de série numéro 15, Albert Ramos-Viñolas futur finaliste. Il reprend au tournoi d'Istanbul en tant que tête de série numéro 2, en vainquant Damir Džumhur et Steve Darcis facilement (remportant son 400e match en carrière), puis Diego Schwartzman (6-1, 7-67) dans un 2e set plus laborieux avec de multiples breaks. Et enfin, il parvient à battre la tête de série numéro 1 et 6e mondial, Milos Raonic (7-63, 6-3) dans une finale intense de deux heures de jeu. En mai au Masters de Madrid, il perd d'entrée contre Alexander Zverev (7-63, 3-6, 4-6) après le gain du premier set. Au Masters de Rome, il bat facilement Ryan Harrison, puis le 10e mondial David Goffin (6-3, 6-4), mais perd dans un match de grands serveurs contre John Isner, (63-7, 6-2, 62-7) en passant à côté de ses tie-breaks. Aux Internationaux de France, Marin Čilić se qualifie pour la première fois en quart de finale à Roland-Garros en battant Ernests Gulbis, Konstantin Kravchuk, Feliciano López et Kevin Anderson le tout sans perdre de set. Il devient le premier Croate à se qualifier pour les quarts de finale des Internationaux de France depuis onze ans. Il se fait dominer par le 3e mondial Stanislas Wawrinka, (3-6, 3-6, 1-6) après 1 h 40 de jeu en n'ayant breaké qu'une fois le Suisse au cours de la partie.
Pour la saison sur gazon, il commence par le tournoi du Queen's où il passe ses premiers tours avec un service de haut niveau et ne perd qu'un seul set jusqu'à la finale en battant John Isner (7-5, 6-3) et l'homme en forme, Gilles Müller (6-3, 5-7, 6-4) en demi-finale, son match le plus compliqué. Sans se faire breaker en finale contre Feliciano López, et après avoir eu une balle de match, il finit par s'incliner (6-4, 62-7, 68-7) au bout de deux heure et demie d'un âpre combat au service.
Lors du tournoi de Wimbledon, il se présente comme un sérieux outsider pour le titre. Marin se montre impressionnant la première semaine et pour sa qualification en quart de finale sans perdre de set en battant Philipp Kohlschreiber (6-4, 6-2, 6-3), Florian Mayer (7-62, 6-4, 7-5), Steve Johnson (6-4, 7-63, 6-4) et le 19e mondial, Roberto Bautista-Agut (6-2, 6-2, 6-2) en seulement 1 h 41. Il retrouve alors Gilles Müller 26e mondial, tombeur de Nadal au tour précédent, et parvient à le battre à nouveau au bout d'un match en 5 sets (3-6, 7-66, 7-5, 5-7, 6-1) pour accéder à sa première demi-finale à Londres après trois heures et demie de jeu, en serrant le jeu dans la seconde manche. Il y affronte Sam Querrey 28e mondial, tombeur de Murray au tour précédent, et s'impose difficilement (66-7, 6-4, 7-63, 7-5) après trois heures de match pour défier en finale Roger Federer 5e mondial. Il s'agit pour le Croate de sa première finale à Wimbledon (la seconde après la victoire de son compatriote Ivanisevic en 2001), et de sa seconde finale de Grand Chelem après sa victoire à l'US Open 2014,. Gêné au pied par une ampoule et submergé par l'événement, il s'incline lourdement contre le Suisse en 3 sets (3-6, 1-6, 4-6) au bout de 1 h 41. Laissant échapper sa frustration de cette gêne par des larmes lors de la remise des trophées.
Par la suite, il déclare forfait pour les Masters 1000 de Montréal et Cincinnati, alors tenant du titre et en raison d'une blessure aux adducteurs. Il revient sur les courts à l'US Open en passant ses deux premiers tours, mais sortant à la surprise générale au 3e tour face à l'Argentin Diego Schwartzman (6-4, 5-7, 5-7, 4-6).
Avec comme enjeu d'assurer sa place pour le rendez-vous londonien du Masters en novembre, il entame sa tournée asiatique par le tournoi de Tokyo. Il passe le jeune Grec Stéfanos Tsitsipás (6-3, 6-2), puis sans perdre également de manche Yasutaka Uchiyama et Ryan Harrison pour atteindre le dernier carré. Il s'incline (7-65, 4-6, 0-6) face au Français Adrian Mannarino. Il enchaîne au Masters 1000 de Shanghai. À la suite de sa victoire (6-3, 6-4) sur Albert Ramos-Viñolas en quart de finale, il s'assure d'entrer dans le top 4 mondial pour la première fois de sa carrière, à l'issue du tournoi. En demi-finale, il affronte le no 1 mondial Rafael Nadal. Il se procure deux balles de set à 5-4 dans la première manche et pousse l'Espagnol dans ses retranchements en allant jusqu'au tie-break dans la seconde mais s'incline finalement (5-7, 63-7) au bout de 2 h 11 de jeu.
En indoor pour la défense de son titre à Bâle, il bat difficilement son compatriote Borna Ćorić (6-3, 3-6, 6-3), puis écarte des balles de match contre le qualifié Márton Fucsovics (7-65, 5-7, 7-64) après plus de trois heures, avant de tomber (4-6, 4-6) contre Juan Martín del Potro en forme sur cette fin de saison. Puis au Masters de Paris-Bercy, il passe facilement Borna Ćorić à nouveau (6-4, 6-3) puis Roberto Bautista-Agut (7-64, 6-2), mais s'incline en quart contre le Français Julien Benneteau (65-7, 5-7). À Londres pour le Masters, il est placé dans le groupe Boris Becker, avec le no 2 mondial, Roger Federer, le no 3 mondial, Alexander Zverev et le no 9 mondial, Jack Sock. Il s'incline lors des 3 rencontres, toutes accrochées, face à Zverev (4-6, 6-3, 4-6) en 2 h 5, puis Sock (7-5, 2-6, 64-7) en 2 h 28 et enfin, contre Federer (7-65, 4-6, 1-6) en 1 h 54. Une fois la saison terminée, Čilić ambitionne de rentrer dans le top 3 pour l'année 2018.
Début décembre, il annonce qu'il se sépare de son entraîneur Jonas Björkman.

### 2018.3efinaleen Grand Chelem à l'Open d'Australie,no3mondial et victoire en Coupe Davis
Pour la saison 2018, Marin Čilić s'entraîne avec Ivan Cinkus. Engagé à l'Open de Pune, il parvient aisément en demi-finale sans perdre un set. Il rencontre alors Gilles Simon face auquel il s'incline en trois sets (6-1, 3-6, 2-6).
À l'Open d'Australie en tant que 6e mondial, il bat au premier tour laborieusement Vasek Pospisil en perdant un set (6-2, 6-2, 4-6, 7-65). Il se défait ensuite de João Sousa (6-1, 7-5, 6-2) et de Ryan Harrison (7-64, 6-3, 7-64) plus facilement. En huitièmes de finale, il sort Pablo Carreño Busta (tête de série no 10) en 4 sets (62-7, 6-3, 7-60, 7-63) difficilement en 3 h 27 de jeu et se qualifie donc pour les quarts de finale,. À ce stade, et au terme d'un gros match de 3 h 47, il bat le no 1 mondial Rafael Nadal sur abandon dans la dernière manche (3-6, 6-3, 65-7, 6-2, 2-0 ab.) après avoir poussé l'Espagnol dans ses derniers retranchements,. Il se qualifie pour le dernier carré à Melbourne, une première depuis 2010. Il sort ensuite le novice Kyle Edmund (6-2, 7-64, 6-2) en 2 h 18 sans trop forcer et se qualifie pour sa troisième finale en Grand Chelem, la première en Australie, ce qui lui assure d'intégrer le top 3 mondial pour la première fois de sa carrière à l'issue du tournoi,. Il affronte en finale, le Suisse Roger Federer alors 2e mondial, une nouvelle fois après Wimbledon 2017. Il y pousse le Suisse au 5e set avec beaucoup de nervosité des deux côtés, mais s'incline finalement sur le score de (2-6, 7-65, 3-6, 6-3, 1-6) en plus de 3 heures de jeu. Malgré la déception avec cette nouvelle défaite, Čilić ambitionne de « devenir numéro un mondial ». Grâce à cette finale, le Croate atteint le meilleur classement de sa carrière, une 3e place mondiale le 29 janvier.
Le week-end suivant pour le premier tour de Coupe Davis contre le Canada, il remporte le double déterminant avec son compatriote Ivan Dodig (2-6, 3-6, 6-4, 7-5, 6-2) après avoir été mené 2-6, 3-6, 1-4, et qualifie son pays pour les quarts. Il reprend officiellement la compétition sur la terre battue de Rio de Janeiro. Vainqueur sans encombre face à Carlos Berlocq au premier tour, il s'incline au deuxième tour contre le Français Gaël Monfils. Ce passage éclair au Brésil est suivi d'une défaite au troisième tour du Masters d'Indian Wells face à Philipp Kohlschreiber. Puis au Masters de Miami, il atteint les huitièmes de finale, stoppé par le géant John Isner (60-7, 3-6), futur lauréat du tournoi.

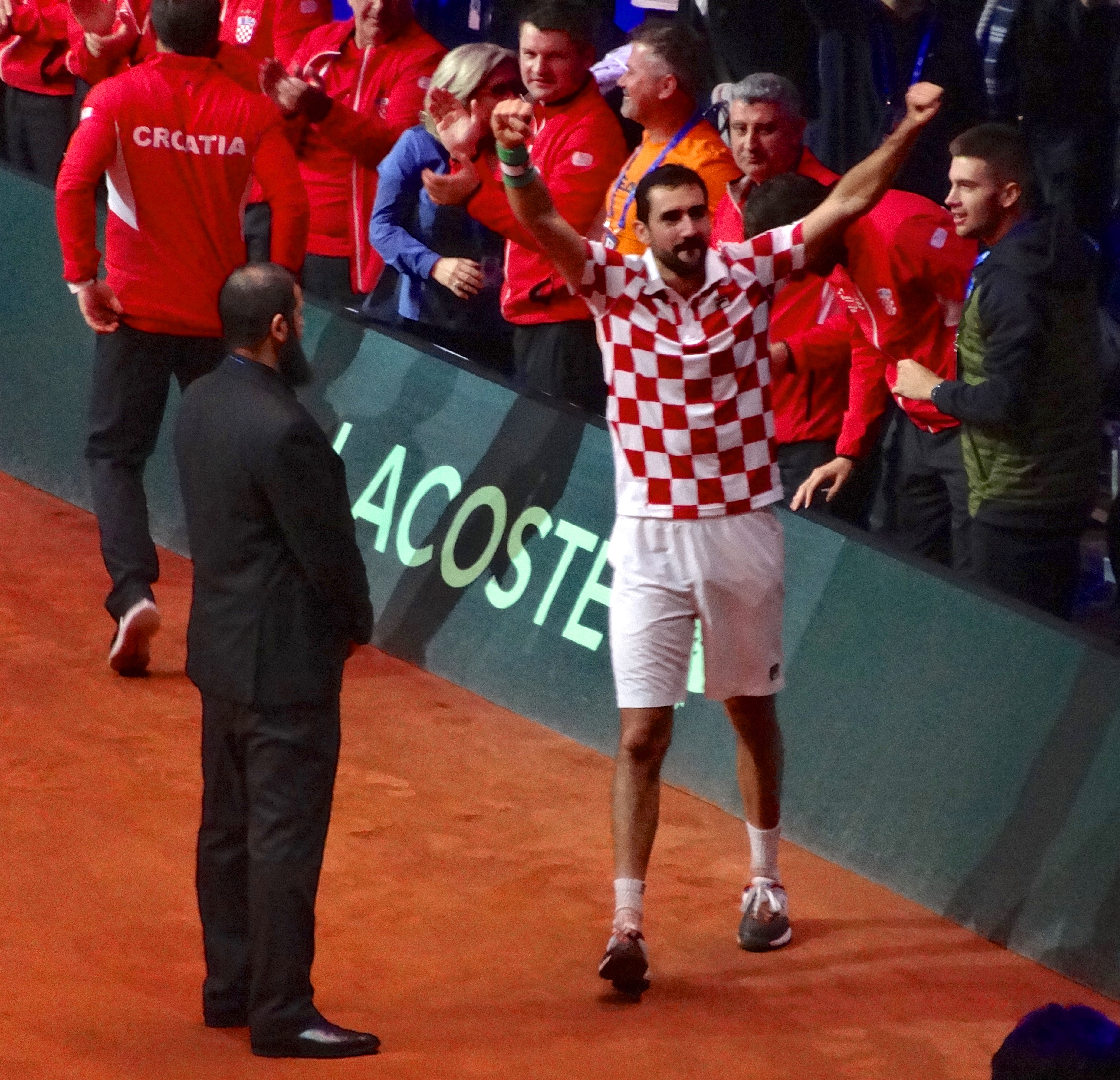
Čilić après sa victoire contre Jo-Wilfried Tsonga en finale de la Coupe Davis 2018.

Après ces échecs en simple, Marin Čilić retrouve la Coupe Davis. Une bouffée d'oxygène pour le Croate qui se transcende pour son pays. Lors de ses deux confrontations en simple, il ne laisse échapper que 8 jeux en 6 sets face aux Kazakhs Dmitry Popko et Mikhail Kukushkin pour offrir à la Croatie une demi-finale face aux États-Unis. À la suite de cette parenthèse nationale, il retrouve la terre battue lors du Master 1000 de Monte-Carlo où il sort Fernando Verdasco en deux sets et bénéficie de l'abandon de Milos Raonic au troisième tour pour atteindre les quarts de finale. Il est alors éliminé par le Japonais Kei Nishikori (4-6, 7-61, 3-6) dans un gros match de près de trois heures de jeu. À Istanbul, il connait une sortie de route prématurée, éliminé par le surprenant Tunisien Malek Jaziri. Au Masters de Rome, il se reprend et retrouve les demi-finales après un premier match compliqué, où il s'incline face à Alexander Zverev au terme d'un match accroché (613-7, 5-7). Ce dernier Master 1000 sur la terre battue italienne annonce de belles choses pour Roland-Garros. Le Croate y réalise d'ailleurs un parcours convaincant puisqu'il atteint les quarts de finale comme l'année précédente en battant James Duckworth, Hubert Hurkacz, Steve Johnson et surtout l'Italien Fabio Fognini (6-4, 6-1, 3-6, 64-7, 6-3) au terme d'un match à suspense de 3 h 37 de jeu,. Il s'incline au tour suivant face au 6e mondial, Juan Martín del Potro (65-7, 7-5, 3-6, 5-7) après 3 h 50 de match intense.
Après la saison sur ocre, Marin Čilić retrouve le gazon, une surface plus adaptée à son style de jeu. Au Queen's, il rencontre les serveurs redoutables Gilles Müller (4-6, 6-3, 6-3), Sam Querrey (7-63, 6-2) et Nick Kyrgios (7-63, 7-64), face à qui il ne concède qu'un set pour rejoindre la finale. Il y perd le premier set face au Serbe Novak Djokovic, et se retrouve mené 4-1 au tie-break du second. Il renverse ensuite la situation et remporte les 6 derniers points du tie-break avant de remporter la troisième manche 6-3 pour s'offrir son deuxième titre au Queen's après un succès en 2012. En tant que finaliste sortant et favori pour le titre, Čilić commence le tournoi de Wimbledon tranquillement face à Yoshihito Nishioka, avant de tomber à la surprise générale (6-3, 6-1, 4-6, 63-7, 5-7) face à Guido Pella en 3 h 12 de jeu après l'interruption du match la veille pour cause de pluie. Avec cette défaite prématurée, le Croate sort du top 5.
En août, il fait son retour sur le ciment américain au Masters du Canada où il bat Borna Ćorić en trois manches, puis Diego Schwartzman puis est éliminé en quart de finale par le no 1 mondial et futur lauréat du tournoi, l'Espagnol Rafael Nadal (6-2, 4-6, 4-6). La semaine suivante au Masters de Cincinnati, il remporte difficilement ses deux premiers matchs face à Marius Copil et Karen Khachanov à chaque fois en trois sets, puis se qualifie pour les demi-finales en battant Pablo Carreño Busta (7-67, 6-4). Au terme d'une rencontre décousue, il finit par perdre (4-6, 6-3, 3-6) au bout de deux heures et demie de jeu contre le Serbe Novak Djokovic qui remportera le titre. Enfin à l'US Open, il bat Marius Copil sur abandon et Hubert Hurkacz facilement, avant de vaincre difficilement au bout du suspense (4-6, 3-6, 6-3, 6-4, 7-5) le jeune Australien Alex De Minaur pour atteindre les huitièmes de finale, pour la première fois depuis 2015. Puis il passe en 2 h 24 le 10e mondial, David Goffin (7-66, 6-2, 6-4) avant de retrouver Kei Nishikori en quart de finale, comme lors de la finale de 2014. Il s'incline cette fois en quatre heures (6-2, 4-6, 65-7, 6-4, 4-6) au terme d'un match rocambolesque avec de multiples rebondissements et beaucoup de breaks.
En indoor au Masters de Paris-Bercy, il tombe en quart de finale face au futur no 1 mondial, Novak Djokovic (6-4, 2-6, 3-6) après une bonne entame de match, après avoir éliminé Philipp Kohlschreiber et le 10e mondial, Grigor Dimitrov (7-65, 6-4) en 1 h 49. À Londres pour le Masters, il est placé dans le groupe Guga Kuerten, avec le no 1 mondial, Novak Djokovic, le no 5 mondial, Alexander Zverev et le no 10 mondial, John Isner. Il s'incline en deux tie-breaks contre Zverev après 2 h 6 de jeu dans une rencontre où il a eu la main, puis bat Isner (62-7, 6-3, 6-4) en 2 h 14 pour se relancer. Il s'incline à nouveau contre Djokovic (67-7, 2-6) en 1 h 35 et est éliminé.
En novembre 2018, Marin Čilić apporte la victoire à la Croatie en finale de la Coupe Davis en remportant ses duels contre les Français Jo-Wilfried Tsonga (6-3, 7-5, 6-4) et Lucas Pouille (7-63, 6-3, 6-3) sans se faire breaker. Contrairement à la finale perdue contre les Argentins à Zagreb en 2016, il n'a pas tremblé pour offrir le titre à l'équipe croate. Avec cette victoire, tous les joueurs ayant gagné un tournoi du Grand Chelem depuis 2005 ont également remporté au moins une fois la Coupe Davis.

### 2019-2020. Statu quo
Marin Čilić commence sa saison par un huitièmes de finale à l'Open d'Australie, où il avait joué la finale l'année précédente. Il s'incline face à l'Espagnol Roberto Bautista-Agut, après avoir sauvé une balle de match au troisième tour face à l'Espagnol Fernando Verdasco.
À Roland-Garros, il est tête de série numéro 11 mais est éliminé dès le deuxième tour par le Bulgare Grigor Dimitrov.
À l'US Open, il atteint les huitièmes de finale où il s'incline contre Rafael Nadal.

### 2021:20etitre en carrière
Marin Cilic commence l'année par deux défaites à Melbourne contre le Français Jérémy Chardy et à l'Open d'Australie contre le Bulgare Grigor Dimitrov (4-6, 2-6, 6-7). C'est la première fois depuis 2007 qu'il s'incline au premier tour dans le Grand Chelem australien. Il atteint ensuite les demi-finale de Singapour, éliminant Taro Daniel et Kwon Soon-woo, mais battu par le  114e mondial, Alexei Popyrin en deux tie-breaks.
Éliminé d'entré à Acapulco par l'Américain Sebastian Korda, qu'il affronte pour la première fois (5-7, 2-6), il remporte trois matchs à Miami contre Federico Coria, Cristian Garín et le jeune Lorenzo Musetti. Il est sorti en huitièmes de finale par le  8e joueur mondial Andrey Rublev (4-6, 4-6). 
Il débute mi-avril la tournée sur ocre, et est sorti dès le premier tour à Monte-Carlo par le Belge David Goffin (4-6, 6-3, 0-6), puis atteint sa deuxième demi-finale de l'année en battant à Estoril le tout jeune Carlos Alcaraz (6-3, 1-6, 6-4), le local Nuno Borges (6-7, 6-4, 6-4) et profitant de l'abandon de Kevin Anderson (7-6, ab.). Il est sorti par le Britannique Cameron Norrie (6-7, 5-7), pour ce qui est leur premier duel.
La suite de la tournée sur terre est difficile avec des éliminations au deuxième tour à Rome contre Stéfanos Tsitsipás,  5e mondial (5-7, 2-6), qui le bat pour la première fois et à Roland Garros contre le Suisse Roger Federer (2-6, 6-2, 6-7, 2-6), ainsi qu'une défaite contre le Suisse Dominic Stricker,  419e joueur mondial au premier tour de Genève en deux sets (6-7, 1-6).
Il retrouve la forme dès le début de la tournée sur gazon, surface qui lui sied mieux en disposant à Stuttgart du local Rudolf Molleker (7-5, 6-3), du Géorgien Nikoloz Basilashvili (6-3, 6-2) et du Canadien Denis Shapovalov (7-5, 7-6) en quarts de finale. Il profite en demi de l'abandon de la surprise du tournoi Jurij Rodionov (6-0, 1-0 ab.) puis s'impose en finale contre un second Canadien, Félix Auger-Aliassime (7-6, 6-3) pour remporter son premier titre depuis trois ans. 
Il enchaîne avec un quart de finale au Queen's battu par Alex de Minaur, puis le troisième tour à Wimbledon, menant deux sets à zéro contre le numéro deux mondial Daniil Medvedev (7-6, 6-3, 3-6, 3-6, 2-6).
Les mois suivants sont plus compliqués, avec des éliminations au deuxième tour de Tokyo contre Pablo Carreño Busta, qui le bat pour la première fois en cinq confrontations, Toronto (contre le Norvégien Casper Ruud) et Cincinnati (contre le Russe Andrey Rublev) ainsi que des sorties dès le premier tour à Winston-Salem (contre le Biélorusse Ilya Ivashka) et à l'US Open sur abandon contre l'Allemande Philipp Kohlschreiber, après avoir gagné les deux premiers sets (7-6, 7-6, 2-6, 1-6, 0-2). C'est la toute première fois de sa carrière qu'il s'incline au premier tour dans le Grand Chelem américain.
Il rebondit mi-octobre en enchaînant plusieurs victoires à Moscou, contre Damir Džumhur (6-7, 6-1, 6-1), Tommy Paul (7-5, 6-3), Pedro Martínez (6-1, 6-2) et Ričardas Berankis (6-3, 6-4) pour atteindre sa deuxième finale de la saison. Il s'incline contre le local Aslan Karatsev (2-6, 4-6) en deux sets.
Il surfe sur sa bonne forme à Saint-Pétersbourg en éliminant les Espagnols Albert Ramos-Viñolas (6-2, 6-3) et Roberto Bautista-Agut (6-4, 3-6, 6-3) ainsi que le Russe Karen Khachanov (6-4, 6-7, 6-4) pour rallier les demi-finales. Il s'impose ensuite contre le Néerlandais Botic van de Zandschulp (6-3, 6-3) puis remporte son deuxième titre de la saison face à Taylor Fritz (7-6, 4-6, 6-4).
Il termine sa saison avec une défaite au deuxième tour du Master de Bercy contre l'Américain Sebastian Korda, qui le bat pour la seconde fois de la saison, puis dispute la Coupe Davis à Madrid.
Il s'impose tout d'abord contre Alex de Minaur (6-1, 5-7, 6-4) puis s'incline contre le Hongrois Zsombor Piros (6-4, 5-7, 6-4),  282e joueur mondial. Il dispute trois matchs contre Jannik Sinner, Novak Djokovic et Daniil Medvedev, tous trois membres du Top 10 et s'incline à chaque fois. Il termine l'année trentième joueur mondial.

### 2022: 1/2 finale à Roland-Garros
Il commence l'année par deux demi-finales à Adelaïde 1 et 2 (défaite contre Karen Khachanov et le local Thanasi Kokkinakis). Il noue ensuite avec les huitièmes de finale à l'Open d'Australie avec des victoires sur Emilio Gómez, Norbert Gombos et le Russe Andrey Rublev, numéro six mondial au troisième tour (7-5, 7-6, 3-6, 6-3) qu'il n'avait plus battu depuis 2015. Il est battu au match suivant par Félix Auger-Aliassime en quatre sets (6-2, 6-7, 2-6, 6-7). C'est sa première défaite contre le Canadien en quatre confrontations.
Les mois suivants sont plus difficiles, avec des défaites au premier tour à Dubaï, Indian Wells et  Estoril ainsi que des défaites au deuxième tour à Miami (contre Carlos Alcaraz), Monte-Carlo (contre Taylor Fritz) et Madrid (contre le numéro trois mondial Alexander Zverev).
En mai, il parvient à remporter deux matchs consécutifs pour la première fois depuis près de quatre mois à Rome, avec une victoire sur le Britannique Cameron Norrie, mais est éliminé par le terrien Cristian Garín quelques jours plus tard en huitièmes de finale.
Il commence donc le tournoi de Roland Garros sans beaucoup de certitudes sur sa forme. Durant le tournoi, il bat successivement Attila Balázs, Márton Fucsovics puis Gilles Simon (dont c'est le dernier match à Roland Garros) pour accéder en huitièmes de finale. Il se défait ensuite de la tête de série numéro 2, le Russe Daniil Medvedev en trois sets (6-2, 6-3, 6-2) puis d'Andrey Rublev en cinq sets (7-5, 3-6, 4-6, 6-3, 62-7) pour rallier les demi-finales du tournoi parisien pour la première fois. Il devient le premier joueur en activité du circuit en dehors du Big Four (Federer, Nadal, Djokovic et Murray), le 24e de l'ère Open, à atteindre le dernier carré dans les quatre tournois du Grand Chelem. Il est battu par le Norvégien Casper Ruud en demi-finale (6-3, 4-6, 2-6, 2-6).
Durant le mois de juin, il atteint les demi-finales du tournoi du Queen's et s'incline contre Filip Krajinović. Considéré comme un outsider pour le tournoi de Wimbledon, il est testé positif au SARS-CoV-2 à quelques jours du début du tournoi. Ne se sentant pas en forme à la suite de cette infection, il est contraint de déclarer forfait.
Il enchaîne en août les huitièmes de finale à Montréal où il est battu par Tommy Paul, à Cincinnati où il est éliminé par le jeune numéro quatre mondial Carlos Alcaraz et à l'US Open où il est battu de nouveau par l'Espagnol, futur vainqueur du tournoi en cinq sets.
Il dispute fin septembre le tournoi de Tel Aviv et y bat l'Autrichien Dominic Thiem (6-7, 6-2, 6-4) puis bénéficie du forfait de Liam Broady pour rejoindre les demi-finales. Il s'impose contre le Français Constant Lestienne (7-5, 6-3) pour disputer sa première finale de l'année, contre Novak Djokovic. Il s'incline (3-6, 4-6).
Il s'incline la semaine suivante à Astana au deuxième tour contre le Russe Karen Khachanov (6-2, 3-6, 3-6) , puis fin octobre à Bâle au premier tour contre le Français qualifié Arthur Rinderknech.

### 2024:21etitre en carrière
En septembre 2024, alors qu'il n'a plus gagné de match sur le circuit principal depuis janvier 2023 et qu'il est classé 777e joueur mondial, Marin Čilić, bénéficiaire d'une invitation, remporte le tournoi de Hangzhou après une victoire en finale contre le Chinois Zhang Zhizhen. Il devient ainsi le joueur le plus mal classé ayant remporté un tournoi ATP, succédant à Lleyton Hewitt, 550e lors de sa victoire à Adélaïde en 1998. Ce titre permet à Čilić d'atteindre le 212e rang mondial, soit en une semaine une progression de plus de 500 places,. Il a renversé l'Américain Zachary Svajda (5-7, 6-3, 6-0), les Japonais Yoshihito Nishioka (6-4, 6-1) et Yasutaka Uchiyama (6-2, 64-7, 7-65) puis un autre américain, Brandon Nakashima (6-4, 7-66) en demi-finale.

### 2025: Titre au challenger de Gérone et au challenger Nottingham Open II finale au challenger de Madrid quart de finale au tournoi de Dubaï ,2 victoire sur un top 10 et retour dans le top 80
Il joue de nouveau le tournoi de Wimbledon et emporte son premier match en Grand Chelem depuis trois ans contre le Belge Rafael Collignon (6-3, 6-4, 6-3) avant de créer la surprise face au local Jack Draper (6-4, 6-3, 1-6, 6-4), numéro quatre mondial, sa première victoire depuis trois saisons sur un Top 10. Il continue sa route contre l'Espagnol Jaume Munar, novice à ce stade (6-3, 3-6, 6-2, 6-4) mais est effacé en huitièmes de finale par l'Italien Flavio Cobolli (4-6, 4-6, 7-6, 6-7) qui accède aux quarts de finale en Majeur pour la première fois de sa carrière.

## Style de jeu
L'arme principale de Marin Čilić est incontestablement son service, qu'il maîtrise parfaitement. Il lui donne une grande puissance (il dépasse aisément les 200 km/h) et son taux de premières balles est plutôt bon, avec 59 % de premières balles, et 510 aces sur l'année 2009.
Il réalise ses meilleurs résultats sur surface dure : victoire à l'US Open 2014, finale à l'Open d'Australie 2018, et 14 de ses 17 trophées ont été remportés sur dur.
Son grand gabarit lui permet également une importante couverture du filet et son coup droit puissant lui permet de mettre en difficulté les meilleurs relanceurs du circuit.

## Condamnation pour dopage
Lors du tournoi de Munich 2013, Marin Čilić est contrôlé positif à la nicéthamide, un stimulant cardiovasculaire. Il explique avoir consommé des tablettes de glucose sans savoir qu'elles contenaient une substance prohibée, mais les circonstances de cette absorption restent floues. Il est condamné à une suspension rétroactive du 1er mai 2013 au 31 janvier 2014, et perd tous les points et primes remportés depuis le 1er mai.
Le 25 octobre 2013, Marin Čilić est entendu en appel par le Tribunal arbitral du sport (TAS) et voit sa suspension réduite de 9 à 4 mois. Il est donc autorisé à rejouer dès le prononcé du jugement du TAS.

## Parcours dans les tournois duGrand Chelem

### Victoire (1)
| Année | Tournoi | Adversaire en finale | Score         |
| 2014  | US Open | Kei Nishikori        | 6-3, 6-3, 6-3 |

### Finales (2)
| Année | Tournoi          | Adversaire en finale | Score                    |
| 2017  | Wimbledon        | Roger Federer        | 3-6, 1-6, 4-6            |
| 2018  | Open d'Australie | Roger Federer        | 2-6, 7-65, 3-6, 6-3, 1-6 |

### En simple
| Année | Open d'Australie | Open d'Australie   | Internationaux de France | Internationaux de France | Wimbledon       | Wimbledon       | US Open         | US Open               |
| ----- | ---------------- | ------------------ | ------------------------ | ------------------------ | --------------- | --------------- | --------------- | --------------------- |
| 2007  | 1er tour (1/64)  | Ilija Bozoljac     | 1er tour (1/64)          | Thierry Ascione          | 1er tour (1/64) | Gilles Simon    | —               | —                     |
| 2008  | 1/8 de finale    | James Blake        | 2e tour (1/32)           | S. Wawrinka              | 1/8 de finale   | Arnaud Clément  | 3e tour (1/16)  | Novak Djokovic        |
| 2009  | 1/8 de finale    | J. M. del Potro    | 1/8 de finale            | Andy Murray              | 3e tour (1/16)  | Tommy Haas      | 1/4 de finale   | J. M. del Potro       |
| 2010  | 1/2 finale       | Andy Murray        | 1/8 de finale            | Robin Söderling          | 1er tour (1/64) | Florian Mayer   | 2e tour (1/32)  | Kei Nishikori         |
| 2011  | 1/8 de finale    | Rafael Nadal       | 1er tour (1/64)          | Rubén Ramírez            | 1er tour (1/64) | Ivan Ljubičić   | 3e tour (1/16)  | Roger Federer         |
| 2012  | —                | —                  | 3e tour (1/16)           | J. M. del Potro          | 1/8 de finale   | Andy Murray     | 1/4 de finale   | Andy Murray           |
| 2013  | 3e tour (1/16)   | Andreas Seppi      | 3e tour (1/16)           | Viktor Troicki           | 2e tour (1/32)  | Forfait         | —               | —                     |
| 2014  | 2e tour (1/32)   | Gilles Simon       | 3e tour (1/16)           | Novak Djokovic           | 1/4 de finale   | Novak Djokovic  | Victoire        | Kei Nishikori         |
| 2015  | —                | —                  | 1/8 de finale            | David Ferrer             | 1/4 de finale   | Novak Djokovic  | 1/2 finale      | Novak Djokovic        |
| 2016  | 3e tour (1/16)   | R. Bautista-Agut   | 1er tour (1/64)          | M. Trungelliti           | 1/4 de finale   | Roger Federer   | 3e tour (1/16)  | Jack Sock             |
| 2017  | 2e tour (1/32)   | Daniel Evans       | 1/4 de finale            | S. Wawrinka              | Finale          | Roger Federer   | 3e tour (1/16)  | D. Schwartzman        |
| 2018  | Finale           | Roger Federer      | 1/4 de finale            | J. M. del Potro          | 2e tour (1/32)  | Guido Pella     | 1/4 de finale   | Kei Nishikori         |
| 2019  | 1/8 de finale    | R. Bautista-Agut   | 2e tour (1/32)           | Grigor Dimitrov          | 2e tour (1/32)  | João Sousa      | 1/8 de finale   | Rafael Nadal          |
| 2020  | 1/8 de finale    | Milos Raonic       | 1er tour (1/64)          | Dominic Thiem            | Annulé          | Annulé          | 3e tour (1/16)  | Dominic Thiem         |
| 2021  | 1er tour (1/64)  | Grigor Dimitrov    | 2e tour (1/32)           | Roger Federer            | 3e tour (1/16)  | Daniil Medvedev | 1er tour (1/64) | Philipp Kohlschreiber |
| 2022  | 1/8 de finale    | F. Auger-Aliassime | 1/2 finale               | Casper Ruud              | —               | —               | 1/8 de finale   | Carlos Alcaraz        |
|       |                  |                    |                          |                          |                 |                 |                 |                       |
| 2024  | 1er tour (1/64)  | Fábián Marozsán    | —                        | —                        | —               | —               | —               | —                     |
| 2025  | —                | —                  | 1er tour (1/64)          | Flavio Cobolli           | 1/8 de finale   | Flavio Cobolli  |                 |                       |

N.B. : à droite du résultat se trouve le nom de l'ultime adversaire.

### En double messieurs
N'a jamais participé à un tableau final.

## Parcours auMasters
| Année | Lieu    | Résultat    | Tour     | Adversaires                                     | Victoire / Défaite       | Scores                                      |
| ----- | ------- | ----------- | -------- | ----------------------------------------------- | ------------------------ | ------------------------------------------- |
| 2014  | Londres | Round Robin | RR RR RR | Stanislas Wawrinka Tomáš Berdych Novak Djokovic | Défaite Défaite Défaite  | 3-6, 6-4, 3-6 3-6, 1-6 1-6, 1-6             |
| 2016  | Londres | Round Robin | RR RR RR | Kei Nishikori Stanislas Wawrinka Andy Murray    | Victoire Défaite Défaite | 3-6, 6-2, 6-3 63-7, 63-7 3-6, 2-6           |
| 2017  | Londres | Round Robin | RR RR RR | Alexander Zverev Jack Sock Roger Federer        | Défaite Défaite Défaite  | 4-6, 6-3, 4-6 7-5, 2-6, 64-7 7-65, 4-6, 1-6 |
| 2018  | Londres | Round Robin | RR       | Alexander Zverev John Isner Novak Djokovic      | Défaite Victoire Défaite | 65-7, 61-7 62-7, 6-3, 6-4 67-7, 2-6         |

## Parcours dans lesMasters 1000
| Année | Indian Wells              | Miami                     | Monte-Carlo                | Rome                      | Hambourg puis Madrid          | Canada                      | Cincinnati                | Madrid puis Shanghai      | Paris                      |
| ----- | ------------------------- | ------------------------- | -------------------------- | ------------------------- | ----------------------------- | --------------------------- | ------------------------- | ------------------------- | -------------------------- |
| 2008  | 2e tour I. Ljubičić       | 2e tour P.-H. Mathieu     | 1er tour N. Kiefer         | 1er tour P. Starace       | 1er tour Marat Safin          | 1/4 de finale G. Simon      | 1er tour N. Lapentti      | 1/8 de finale A. Murray   | 1/8 de finale R. Federer   |
| 2009  | 3e tour T. Robredo        | 3e tour D. Ferrer         | 2e tour F. Fognini         | 1/8 de finale Juan Mónaco | 2e tour Kohlschreiber         | 1er tour M. Youzhny         | 2e tour D. Ferrer         | 1er tour T. Berdych       | 1/4 de finale G. Monfils   |
| 2010  | 2e tour G. García         | 1/8 de finale F. Verdasco | 1/8 de finale A. Montañés  | 2e tour F. López          | 1/8 de finale D. Ferrer       | 1er tour V. Troicki         | 1er tour M. Baghdatís     | 1er tour A. Seppi         | 1/8 de finale A. Murray    |
| 2011  | 3e tour S. Wawrinka       | 2e tour J. Tipsarević     | 1/8 de finale R. Federer   | 1/4 de finale R. Nadal    | 2e tour J. M. del Potro       | 1/8 de finale N. Djokovic   | 1er tour J.-W. Tsonga     | 1er tour A. Ramos         | 1er tour F. Verdasco       |
| 2012  | 2e tour D. Nalbandian     | 3e tour J. M. del Potro   | 2e tour T. Berdych         | 1er tour N. Almagro       | 1/8 de finale J. M. del Potro | 1/8 de finale J. Tipsarević | 1/4 de finale N. Djokovic | 1/4 de finale R. Federer  | 2e tour J. Janowicz        |
| 2013  | 3e tour M. Raonic         | 1/4 de finale A. Murray   | 1/8 de finale R. Gasquet   | 2e tour K. Anderson       | 1er tour P. Andújar           | —                           | —                         | —                         | 2e tour J. M. del Potro    |
| 2014  | 1/8 de finale N. Djokovic | 2e tour Roger-Vasselin    | 2e tour S. Wawrinka        | 2e tour J. Melzer         | 1/8 de finale E. Gulbis       | 1/8 de finale R. Federer    | 1/8 de finale S. Wawrinka | 1er tour I. Karlović      | —                          |
| 2015  | 2e tour Juan Mónaco       | —                         | 1/4 de finale N. Djokovic  | 1er tour G. García        | 2e tour F. Verdasco           | 2e tour B. Tomic            | 1/8 de finale R. Gasquet  | 1/8 de finale S. Wawrinka | 2e tour G. Dimitrov        |
| 2016  | 1/4 de finale D. Goffin   | 3e tour G. Simon          | —                          | —                         | —                             | 2e tour I. Karlović         | Victoire A. Murray        | 2e tour A. Zverev         | 1/2 finale John Isner      |
| 2017  | 2e tour T. Fritz          | 2e tour J. Chardy         | 1/4 de finale A. Ramos     | 1/4 de finale John Isner  | 2e tour A. Zverev             | —                           | —                         | 1/2 finale R. Nadal       | 1/4 de finale J. Benneteau |
| 2018  | 3e tour Kohlschreiber     | 1/8 de finale John Isner  | 1/4 de finale K. Nishikori | 1/2 finale A. Zverev      | —                             | 1/4 de finale R. Nadal      | 1/2 finale N. Djokovic    | 2e tour N. Jarry          | 1/4 de finale N. Djokovic  |
| 2019  | 3e tour D. Shapovalov     | 2e tour A. Rublev         | 2e tour Guido Pella        | 2e tour J.-L. Struff      | 1/4 de finale Forfait         | 1/8 de finale D. Thiem      | 1er tour R. Albot         | 1er tour A. Ramos         | 2e tour S. Wawrinka        |
| 2020  | n.o.                      | n.o.                      | n.o.                       | 1/8 de finale C. Ruud     | n.o.                          | n.o.                        | 1er tour D. Shapovalov    | n.o.                      | 1/8 de finale U. Humbert   |
| 2021  | —                         | 1/8 de finale A. Rublev   | 1er tour D. Goffin         | 2e tour S. Tsitsipás      | —                             | 2e tour C. Ruud             | 2e tour A. Rublev         | n.o.                      | 2e tour S. Korda           |
| 2022  | 2e tour M. Kecmanović     | 3e tour C. Alcaraz        | 2e tour T. Fritz           | 1/8 de finale C. Garín    | 2e tour A. Zverev             | 1/8 de finale T. Paul       | 1/8 de finale C. Alcaraz  | n.o.                      | 1er tour L. Musetti        |
|       |                           |                           |                            |                           |                               |                             |                           |                           |                            |
| 2024  | —                         | —                         | —                          | —                         | —                             | —                           | —                         | 1er tour A. Cazaux        | 1er tour A. Fils           |
| 2025  | —                         | —                         | —                          | —                         | 1er tour B. Bonzi             |                             |                           |                           |                            |

N.B. : sous le résultat se trouve le nom de l’ultime adversaire.

## Confrontations avec ses principaux adversaires
Confrontations lors des différents tournois ATP et en Coupe Davis avec ses principaux adversaires (8 confrontations minimum et avoir été membre du top 10). Classement par pourcentage de victoires. Situation au 26 septembre 2024 :
Les joueurs retraités sont en gris.
| Joueur                | Meilleur classement | Confrontations | Victoires | Défaites | Pourcentage de victoires | Dernière confrontation                                        |
| --------------------- | ------------------- | -------------- | --------- | -------- | ------------------------ | ------------------------------------------------------------- |
| Roger Federer         | 1                   | 11             | 1         | 10       | 9,1                      | défaite (2-6, 6-2, 64-7, 2-6) à Roland-Garros 2021            |
| Novak Djokovic        | 1                   | 21             | 2         | 19       | 9,5                      | défaite (3-6, 4-6) au tournoi de Tel Aviv 2022                |
| Alexander Zverev      | 2                   | 8              | 1         | 7        | 12,5                     | défaite (6-4, 4-6, 4-6) au Masters de Madrid 2022             |
| Stanislas Wawrinka    | 3                   | 15             | 2         | 13       | 13,3                     | défaite (63-7, 65-7) au Masters de Paris-Bercy 2019           |
| Juan Martín del Potro | 3                   | 13             | 2         | 11       | 15,4                     | défaite (65-7, 7-5, 3-6, 5-7) à Roland-Garros 2018            |
| Andy Murray           | 1                   | 15             | 3         | 12       | 20                       | défaite (3-6, 2-6) au Masters 2016                            |
| Rafael Nadal          | 1                   | 9              | 2         | 7        | 22,2                     | défaite (3-6, 6-3, 1-6, 2-6) à l'US Open 2019                 |
| Gilles Simon          | 6                   | 8              | 2         | 6        | 25                       | victoire (6-0, 6-3, 6-2) à Roland-Garros 2022                 |
| Kei Nishikori         | 4                   | 16             | 6         | 10       | 37,5                     | défaite (4-6, 6-3, 3-6) au tournoi de Tokyo 2024              |
| David Goffin          | 7                   | 9              | 4         | 5        | 44,4                     | défaite (4-6, 6-3, 0-6) au Masters de Monte-Carlo 2021        |
| Tomáš Berdych         | 4                   | 12             | 6         | 6        | 50                       | victoire (6-2, 7-60) au Masters de Monte-Carlo 2017           |
| Mikhail Youzhny       | 8                   | 10             | 5         | 5        | 50                       | victoire (6-4, 6-2) au tournoi de Bâle 2016                   |
| Fernando Verdasco     | 7                   | 14             | 9         | 5        | 64,3                     | victoire (6-3, 6-4) au tournoi du Queen's 2018                |
| Jürgen Melzer         | 8                   | 10             | 7         | 3        | 70                       | défaite (2-6, 7-65, 3-6) au Masters de Rome 2014              |
| John Isner            | 8                   | 12             | 9         | 3        | 75                       | victoire (7-5, 3-6, 7-66, 6-4) à l'US Open 2019               |
| Roberto Bautista-Agut | 9                   | 8              | 6         | 2        | 75                       | victoire (6-4, 3-6, 6-3) au tournoi de Saint-Pétersbourg 2021 |
| Jo-Wilfried Tsonga    | 5                   | 9              | 7         | 2        | 77,7                     | victoire (6-2, 6-2) au Masters de Monte-Carlo 2022            |
| Janko Tipsarević      | 8                   | 10             | 8         | 2        | 80                       | victoire (66-7, 6-2, 6-4) au tournoi de Bois-le-Duc 2017      |

## Victoires sur le top 10
Toutes ses victoires sur des joueurs classés dans le top 10 de l'ATP lors de la rencontre.
| Légende         |
| --------------- |
| Grand Chelem    |
| Masters         |
| Jeux olympiques |
| Masters 1000    |
| ATP 500         |
| ATP 250         |
| Coupe Davis     |

| #  | M.Č.   | Tournoi           | Année | Surface         | Adversaire            | Rang  | Tour   | Score                        |
| -- | ------ | ----------------- | ----- | --------------- | --------------------- | ----- | ------ | ---------------------------- |
| 1  | no 117 | Pékin             | 2007  | Dur             | Nikolay Davydenko     | no 4  | 1/8    | 6-3, 6-4                     |
| 2  | no 102 | Saint-Pétersbourg | 2007  | Moquette (int.) | Nikolay Davydenko     | no 4  | 1/8    | 1-6, 7-5, 6-1                |
| 3  | no 57  | Open d'Australie  | 2008  | Dur             | Fernando González     | no 7  | 1/16   | 6-2, 64-7, 6-3, 6-1          |
| 4  | no 44  | Toronto           | 2008  | Dur             | Andy Roddick          | no 6  | 1/8    | 6-4, 4-6, 6-4                |
| 5  | no 17  | US Open           | 2009  | Dur             | Andy Murray           | no 2  | 1/8    | 7-5, 6-2, 6-2                |
| 6  | no 15  | Pékin             | 2009  | Dur             | Nikolay Davydenko     | no 8  | 1/4    | 6-4, 6-4                     |
| 7  | no 15  | Pékin             | 2009  | Dur             | Rafael Nadal          | no 2  | 1/2    | 6-1, 6-3                     |
| 8  | no 13  | Paris-Bercy       | 2009  | Dur (int.)      | Fernando Verdasco     | no 8  | 1/8    | 3-6, 6-3, 6-4                |
| 9  | no 14  | Open d'Australie  | 2010  | Dur             | Juan Martín del Potro | no 5  | 1/8    | 5-7, 6-4, 7-5, 5-7, 6-3      |
| 10 | no 14  | Open d'Australie  | 2010  | Dur             | Andy Roddick          | no 7  | 1/4    | 7-64, 6-3, 3-6, 2-6, 6-3     |
| 11 | no 28  | Marseille         | 2011  | Dur (int.)      | Tomáš Berdych         | no 7  | 1/4    | 6-3, 6-4                     |
| 12 | no 22  | Madrid            | 2012  | Terre battue    | John Isner            | no 10 | 1/16   | 7-64, 7-63                   |
| 13 | no 11  | Miami             | 2013  | Dur             | Jo-Wilfried Tsonga    | no 8  | 1/8    | 7-5, 7-64                    |
| 14 | no 12  | Queen's           | 2013  | Gazon           | Tomáš Berdych         | no 6  | 1/4    | 7-5, 7-64                    |
| 15 | no 37  | Rotterdam         | 2014  | Dur (int.)      | Jo-Wilfried Tsonga    | no 10 | 1/8    | 6-4, 6-4                     |
| 16 | no 37  | Rotterdam         | 2014  | Dur (int.)      | Andy Murray           | no 6  | 1/4    | 6-3, 6-4                     |
| 17 | no 29  | Wimbledon         | 2014  | Gazon           | Tomáš Berdych         | no 6  | 1/8    | 7-65, 6-4, 7-66              |
| 18 | no 16  | US Open           | 2014  | Dur             | Tomáš Berdych         | no 7  | 1/4    | 6-2, 6-4, 7-64               |
| 19 | no 16  | US Open           | 2014  | Dur             | Roger Federer         | no 3  | 1/2    | 6-3, 6-4, 6-4                |
| 20 | no 12  | Indian Wells      | 2016  | Dur             | Richard Gasquet       | no 10 | 1/8    | 7-5, 5-7, 6-2                |
| 21 | no 13  | Wimbledon         | 2016  | Gazon           | Kei Nishikori         | no 6  | 1/8    | 6-1, 5-1 ab.                 |
| 22 | no 14  | Cincinnati        | 2016  | Dur             | Tomáš Berdych         | no 8  | 1/8    | 6-3, 4-6, 6-4                |
| 23 | no 14  | Cincinnati        | 2016  | Dur             | Andy Murray           | no 2  | Finale | 6-4, 7-5                     |
| 24 | no 12  | Bâle              | 2016  | Dur (int.)      | Kei Nishikori         | no 5  | Finale | 6-1, 7-65                    |
| 25 | no 10  | Paris-Bercy       | 2016  | Dur (int.)      | Novak Djokovic        | no 1  | 1/4    | 6-4, 7-62                    |
| 26 | no 7   | Masters           | 2016  | Dur (int.)      | Kei Nishikori         | no 5  | Poules | 3-6, 6-2, 6-3                |
| 27 | no 8   | Istanbul          | 2017  | Terre battue    | Milos Raonic          | no 6  | Finale | 7-63, 6-3                    |
| 28 | no 8   | Rome              | 2017  | Terre battue    | David Goffin          | no 10 | 1/8    | 6-3, 6-4                     |
| 29 | no 6   | Open d'Australie  | 2018  | Dur             | Rafael Nadal          | no 1  | 1/4    | 3-6, 6-3, 65-7, 6-2, 2-0 ab. |
| 30 | no 7   | US Open           | 2018  | Dur             | David Goffin          | no 10 | 1/8    | 7-66, 6-2, 6-4               |
| 31 | no 7   | Paris-Bercy       | 2018  | Dur (int.)      | Grigor Dimitrov       | no 10 | 1/8    | 7-65, 6-4                    |
| 32 | no 7   | Masters           | 2018  | Dur (int.)      | John Isner            | no 10 | Poules | 62-7, 6-3, 6-4               |
| 33 | no 39  | Open d'Australie  | 2020  | Dur             | Roberto Bautista-Agut | no 9  | 1/16   | 63-7, 6-4, 6-0, 5-7, 6-3     |
| 34 | no 27  | Open d'Australie  | 2022  | Dur             | Andrey Rublev         | no 5  | 1/16   | 7-5, 7-63, 4-6, 6-4          |
| 35 | no 23  | Roland-Garros     | 2022  | Terre battue    | Daniil Medvedev       | no 2  | 1/8    | 6-2, 6-3, 6-2                |
| 36 | no 23  | Roland-Garros     | 2022  | Terre battue    | Andrey Rublev         | no 7  | 1/4    | 5-7, 6-3, 6-4, 3-6, 7-62     |
| 37 | no 187 | Dubaï             | 2025  | Dur             | Alex de Minaur        | no 8  | 1/16   | 6-2, 3-6, 6-3                |
| 38 | no 83  | Wimbledon         | 2025  | Gazon           | Jack Draper           | no 4  | 1/32   | 6-4, 6-3, 1-6, 6-4           |

## Classements ATP en fin de saison
| Année          | 2004 | 2005 | 2006 | 2007 | 2008 | 2009 | 2010 | 2011 | 2012 | 2013 | 2014 | 2015 | 2016 | 2017 | 2018 | 2019 | 2020 | 2021 | 2022 | 2023 | 2024 |
| Rang en simple | 1447 | 600  | 173  | 71   | 22   | 14   | 14   | 21   | 15   | 37   | 9    | 13   | 6    | 6    | 7    | 39   | 42   | 30   | 17   | 666  | 180  |
| Rang en double | 1230 | 869  | 802  | 449  | 302  | 239  | 299  | 67   | 59   | 170  | 104  | 252  | 124  | 187  | –    | 445  | 280  | 419  | –    | –    | 560  |

Source : (en) Classements de Marin Čilić sur le site officiel de la Fédération internationale de tennis